# Microbús

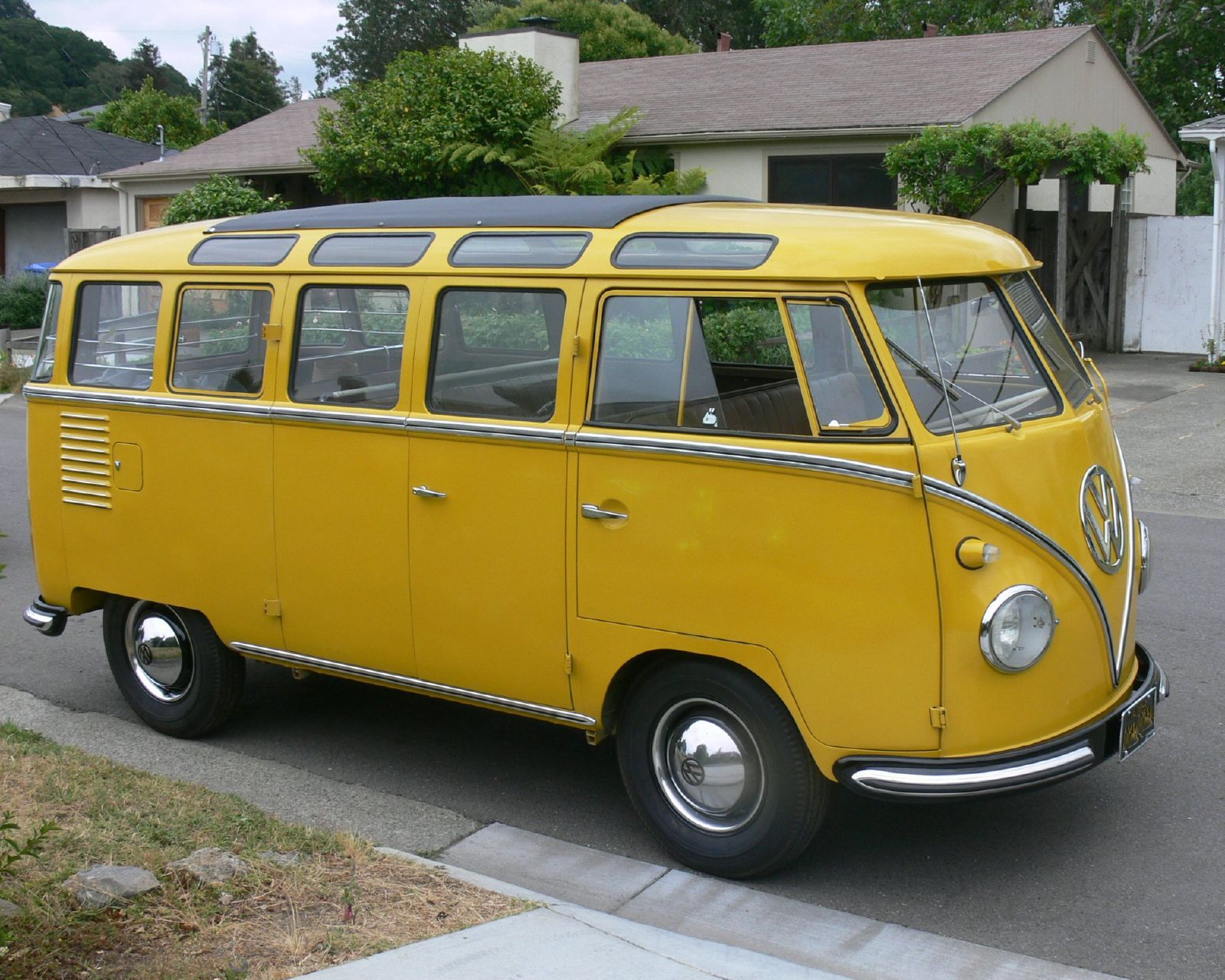
Volkswagen T1 Microbús con ventanas panorama.

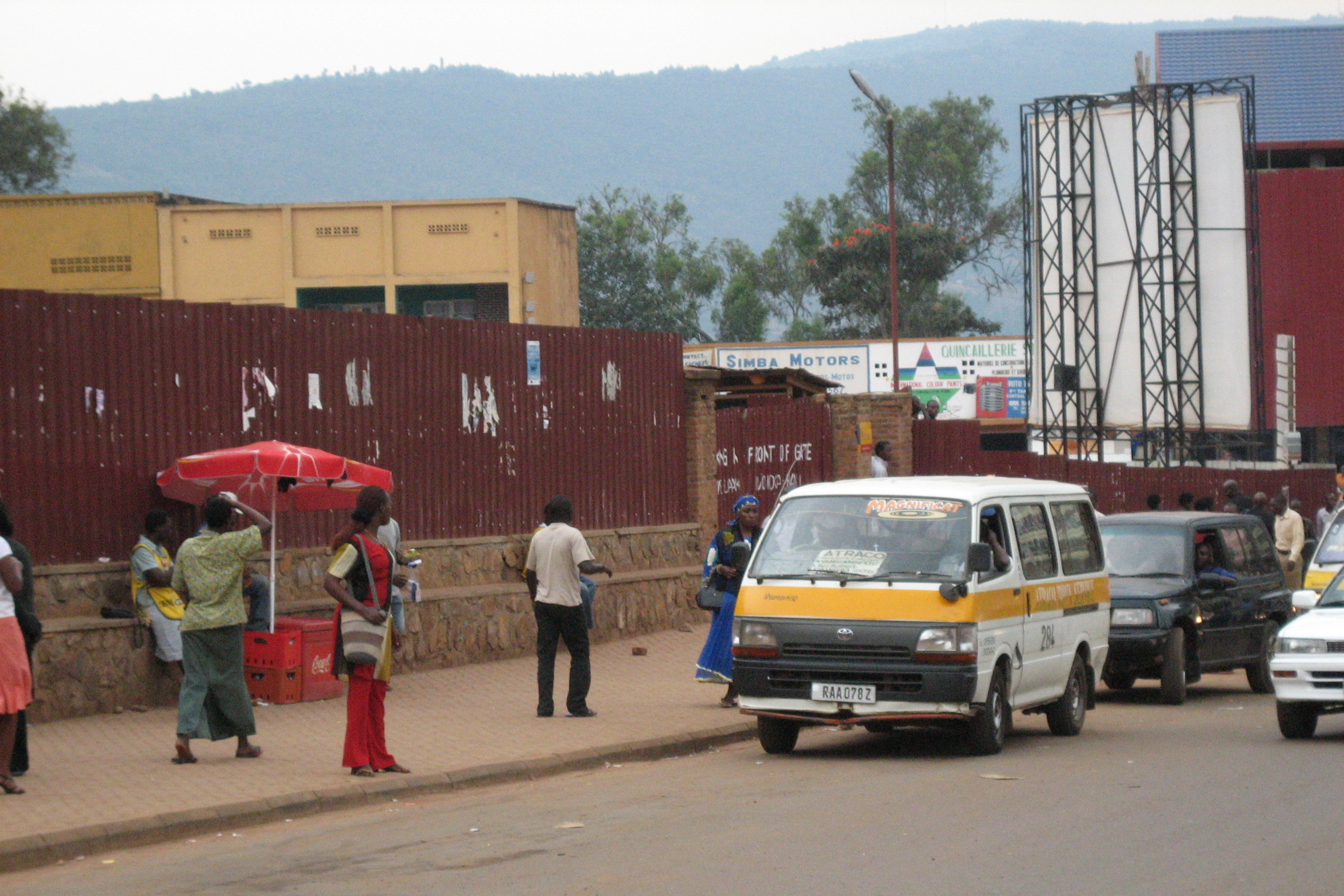
Minibús en Kigali, Ruanda.

El microbús, también conocido como minibús y como una «van» de pasajeros en los Estados Unidos, es el nombre de una furgoneta con ventanas, con un máximo de nueve asientos (incluido el asiento del conductor), y con un habitáculo con terminación de un automóvil, diferenciándose de minibuses por la falta de espacio para estar de pie en el interior. El nombre fue acuñado por los fabricantes de automóviles alemanes en los años 50 para diferenciarlos de los modelos de transporte de carga. Su chasis deriva principalmente de un vehículo comercial o se desarrollan en paralelo con estos. Su largo total ronda entre los 4.0 a 5.0 metros mientras que la versión de mayor distancia entre ejes acomoda hasta 19 pasajeros sentados y miden hasta 6 metros de largo.

## Datos generales
El término «microbús» (del alemán Kleinbus) se originó en Alemania en la década de 1950 con la introducción del Volkswagen Tipo 2 Combi. Estos pequeños autobuses estaban diseñados para transportar hasta 9 personas.
Debido a la limitación de los pasajeros y del peso del vehículo, la camioneta se seguía considerando como un coche, y conforme a los reglamentos de tránsito de Alemania, por lo tanto debe ser guiado por un conductor con una licencia de conducir para automóviles y por lo general, se tributan como un vehículo de pasajeros. 
La «Federal Motor Transport Authority» asigna a los utilitarios del segmento como minibuses. Los minibuses son ahora a menudo conocidos en la prensa especializada como monovolumen. Además, sirven de base para el desarrollo de casas rodantes.

## Historia
Con la introducción del Volkswagen tipo 2 en 1950, se introdujo el primer monovolumen en Alemania sobre la base del VW Transporter. Además de la norma de «bus», que ya poseía un valor más alto en comparación con los simples interiores de las furgonetas, estos con cubiertas y revestimientos de los laterales interiores, fueron inicialmente «ediciones especiales» bien equipadas con sofisticados accesorios puestos en el mercado.

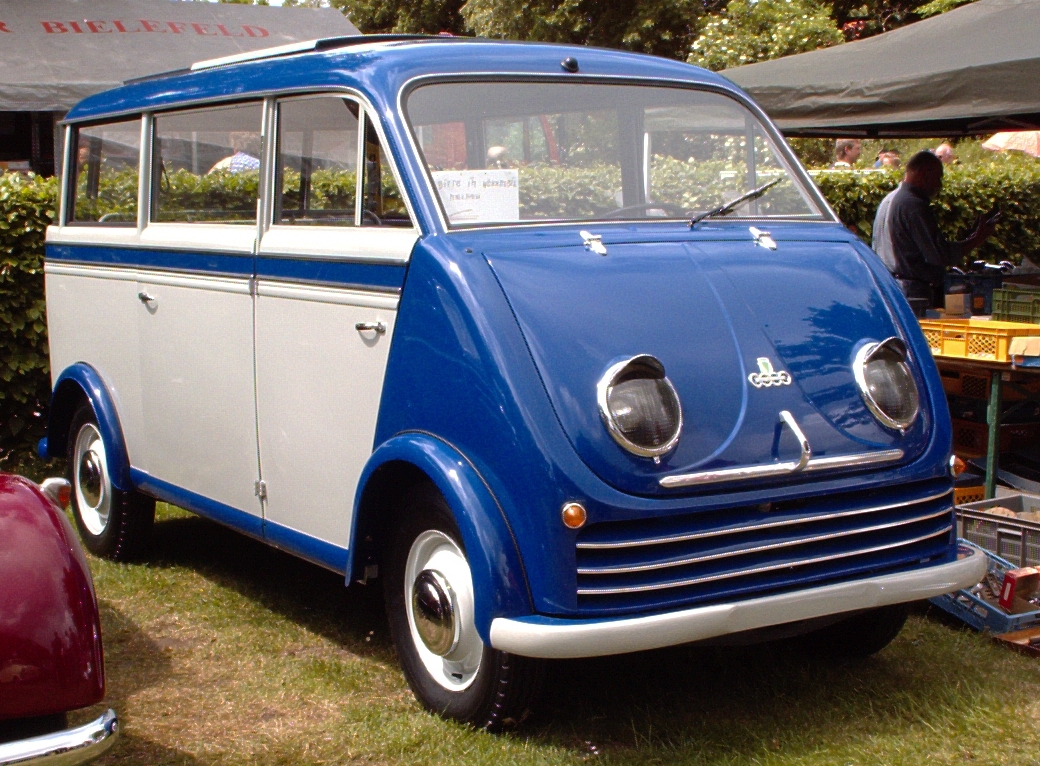
DKW F89 L «Schnellaster Bus» (1949)

El estilo único de la furgoneta tenía por lo menos dos similares en su país de origen, dado a conocer en el mismo momento que el modelo de Volkswagen, el otro llamado el DKW F89 L, basado en la plataforma de automóvil (el F89), que ofreció un modelo microbús principalmente para el transporte de pasajeros. La DKW Schnellaster, fue producida entre 1949 y 1962.
En 1955 Mercedes-Benz presentó en el Salón del Automóvil de Fráncfort el O 319 Minibus, uno de los primeros minibuses tipo monovolumen cual se encontraba un tamaño mayor al microbús de la Volkswagen.
| Pasajeros:            | 8 - 9           | 10 - 18          |
| Distancia entre ejes: | 2400 mm (94.5") | 2850 (112.2")    |
| Largo total:          | 4190 mm (165")  | 4820 mm (189.7") |
| Ancho total:          | 1725 mm (68")   | 2080 mm (81.9")  |
| Altura:               | 1900 mm (75")   | 2365 (93.1")     |

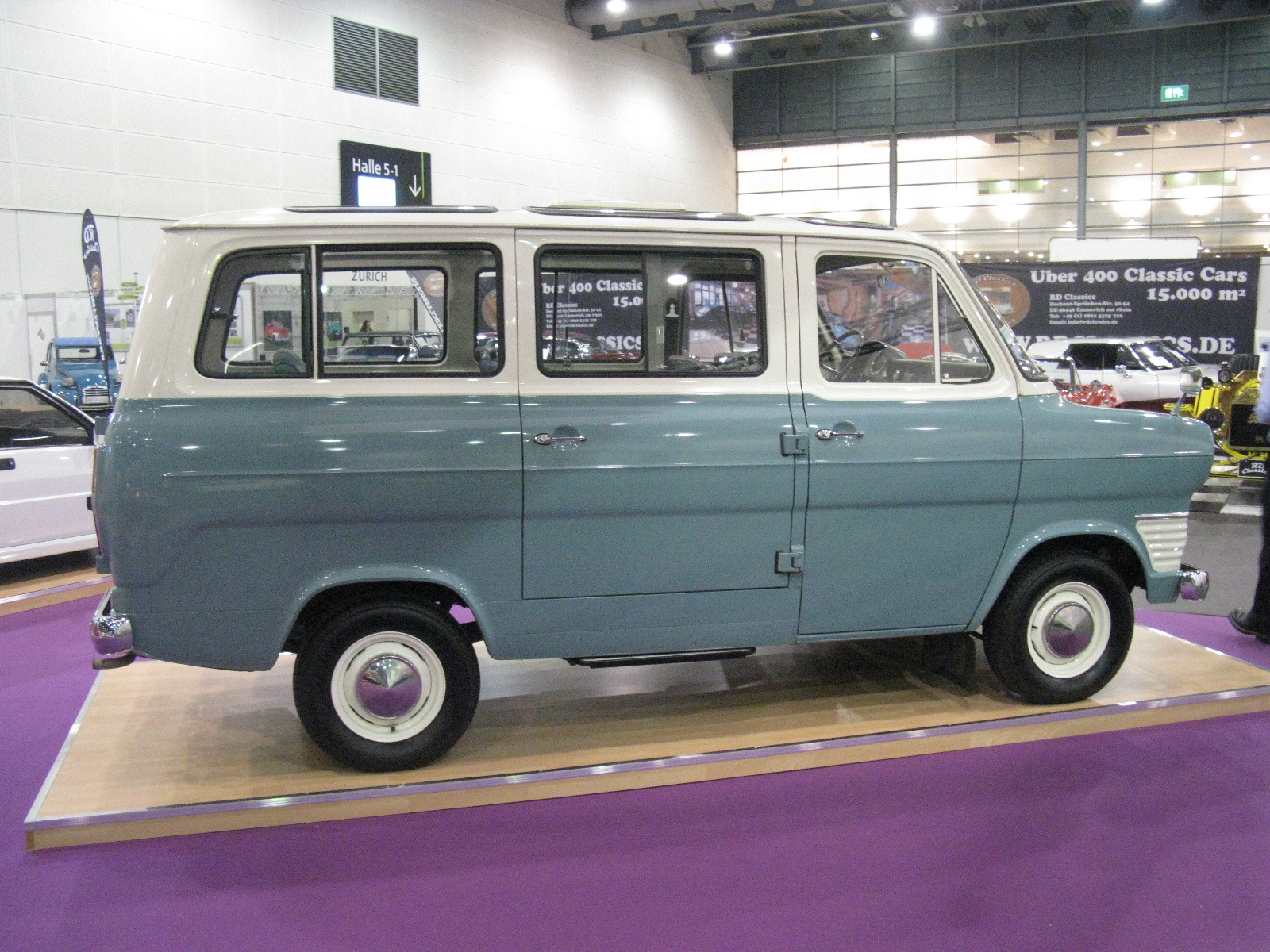
Ford Transit Panorama Bus (1969)

Ford también llevó a cabo en la década del 1960 con la furgoneta Ford Transit con unos equipamientos de lujo, pero no hizo el descubrimiento en el mercado, sin embargo, desde principios de 1980, minibuses de otros fabricantes, tales como el Renault Espace, se fabrican, desde sus prestaciones así como características de conducción, muy similares a de un automóvil. Esta tendencia continuó en la década de 1990. Con el Renault Espace también llegó en primer lugar con el concepto de monovolumen en esta nueva clase de vehículo, que está disfrutando de creciente popularidad como un vehículo recreativo.

## Conocidos representantes de esta clase
- Alfa (En chasis de Dodge, Chevrolet o Ford)
- Ayco Prisma (En chasis Chevrolet o Ford)
- Casa Mb 40, Taxivan o Casavan, de la empresa Casa (Montados en chasis Dodge, Chevrolet o Ford, en algunos casos Dina)
- Barkas B1000
- Fiat 600 Multipla
- Fiat Scudo, Peugeot Expert, Citroën Jumpy
- Renault Trafic, Opel Vivaro, Nissan Primastar
- Renault Espace
- Renault Master
- Ford Transit
- Ford Transit Connect
- GAZelle
- GAZelle-Business
- Iveco Daily
- Mercedes-Benz MB100
- Mercedes-Benz Sprinter
- Mercedes-Benz Vito
- Toyota Hiace
- Volkswagen-Bus

## Algunos modelos

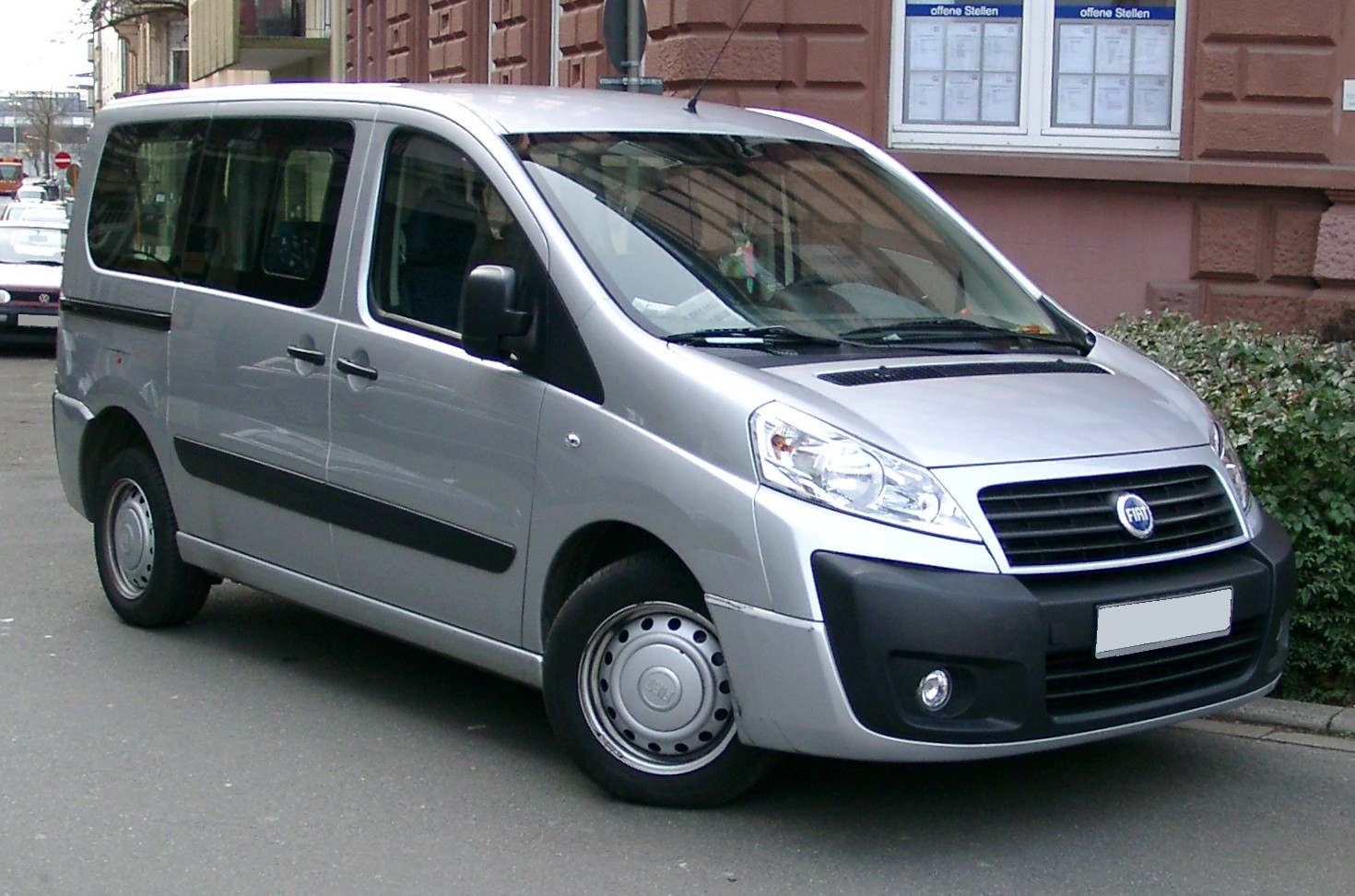
Fiat Scudo
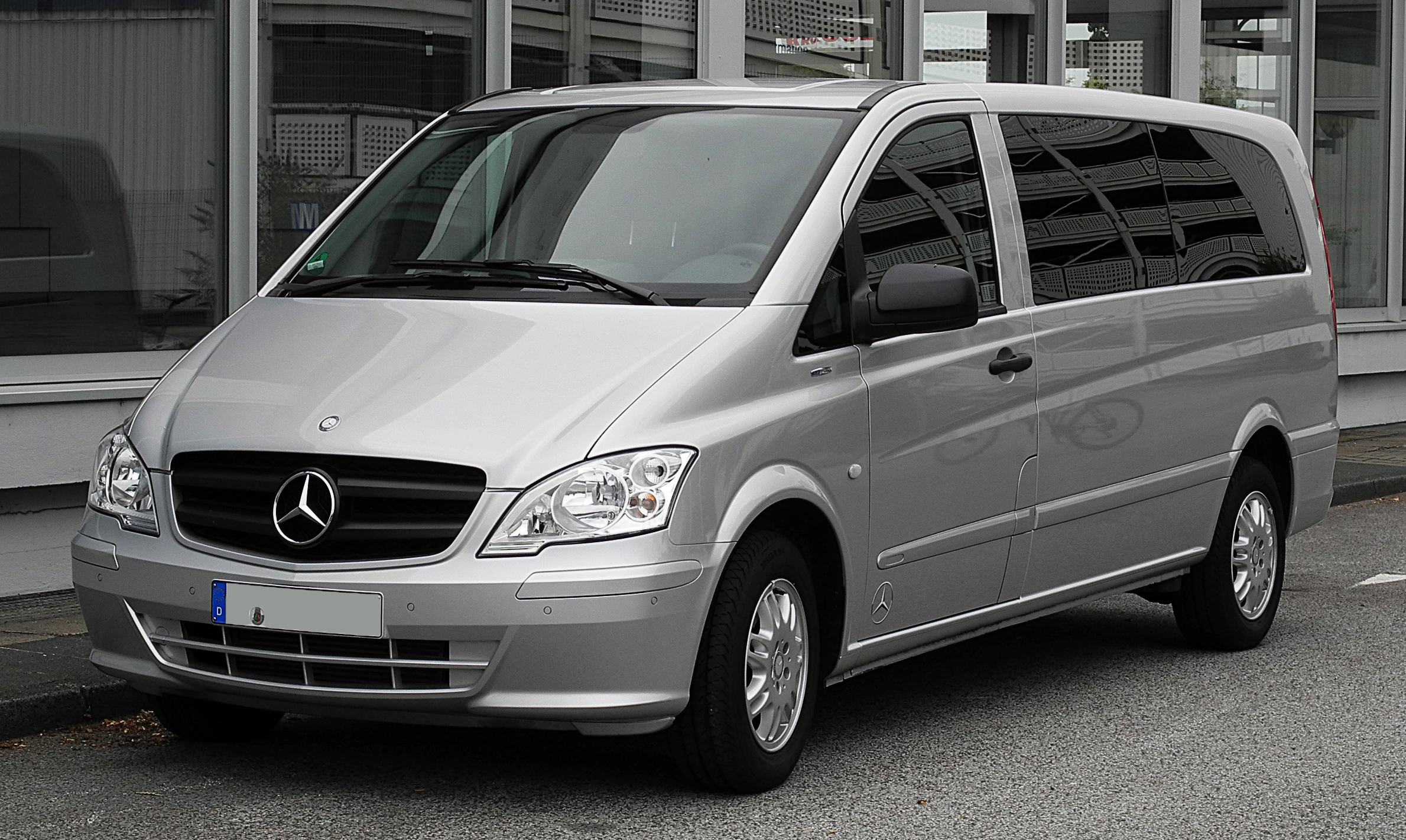
Mercedes-Benz Vito
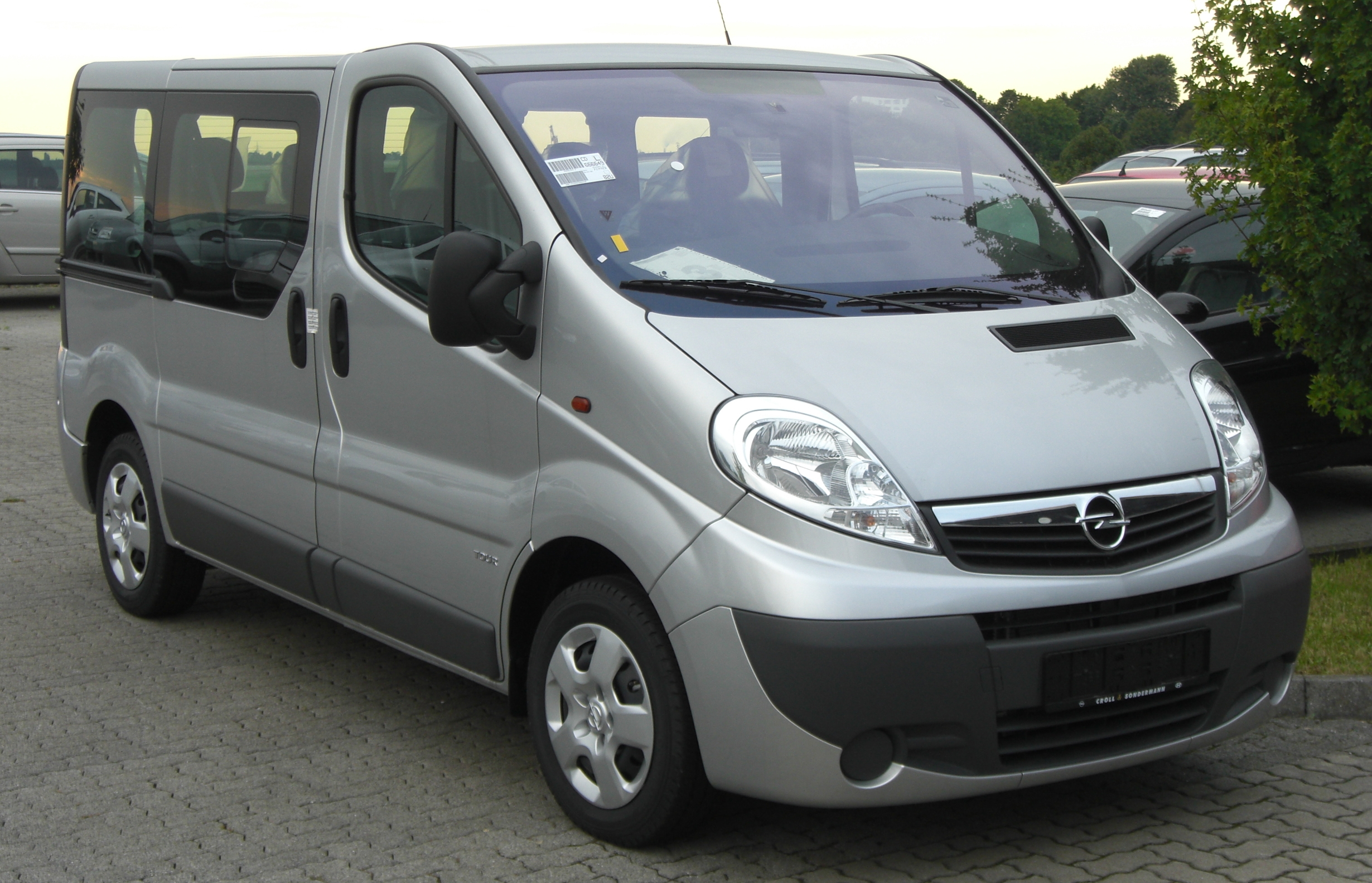
Opel Vivaro
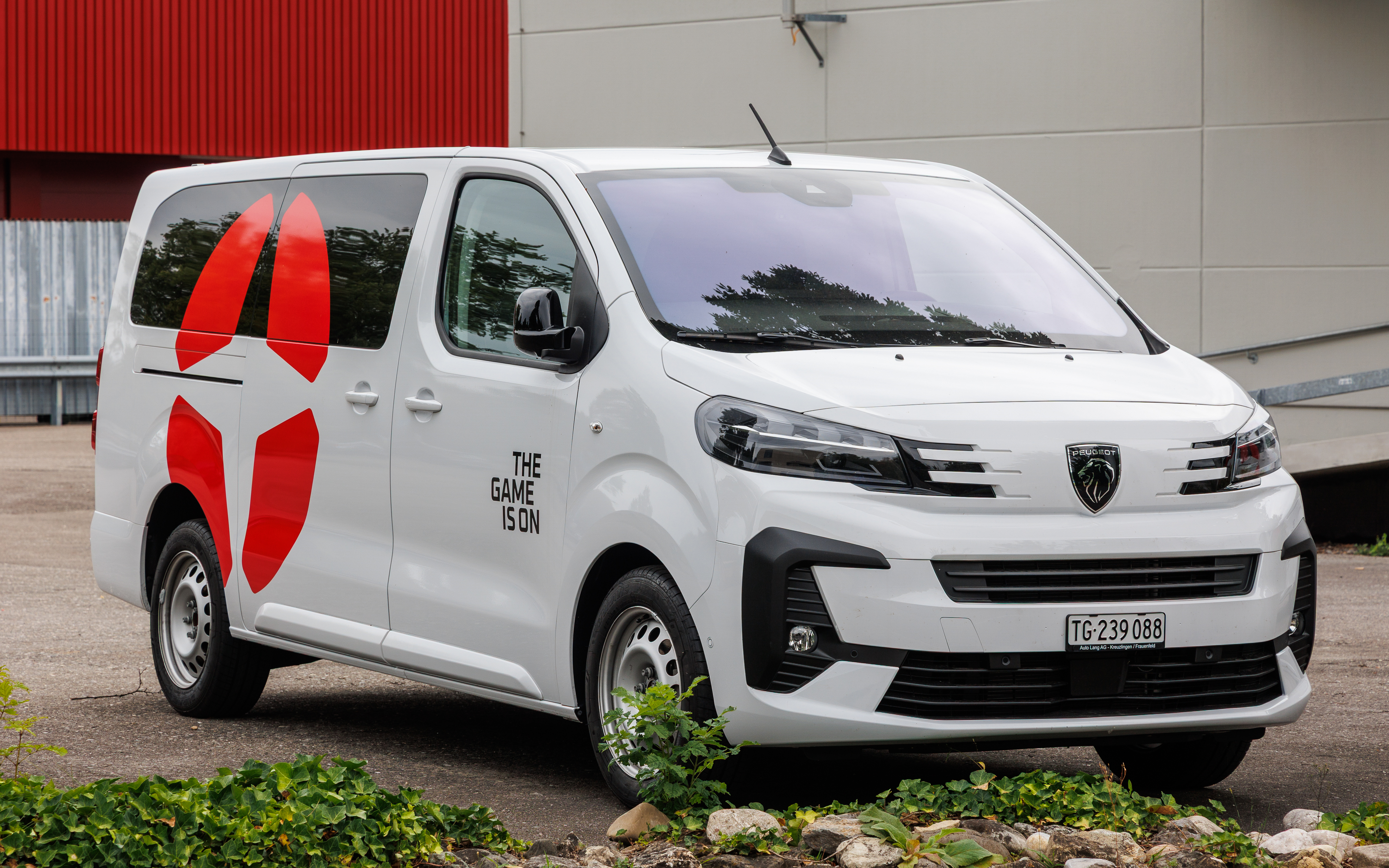
Peugeot Traveller
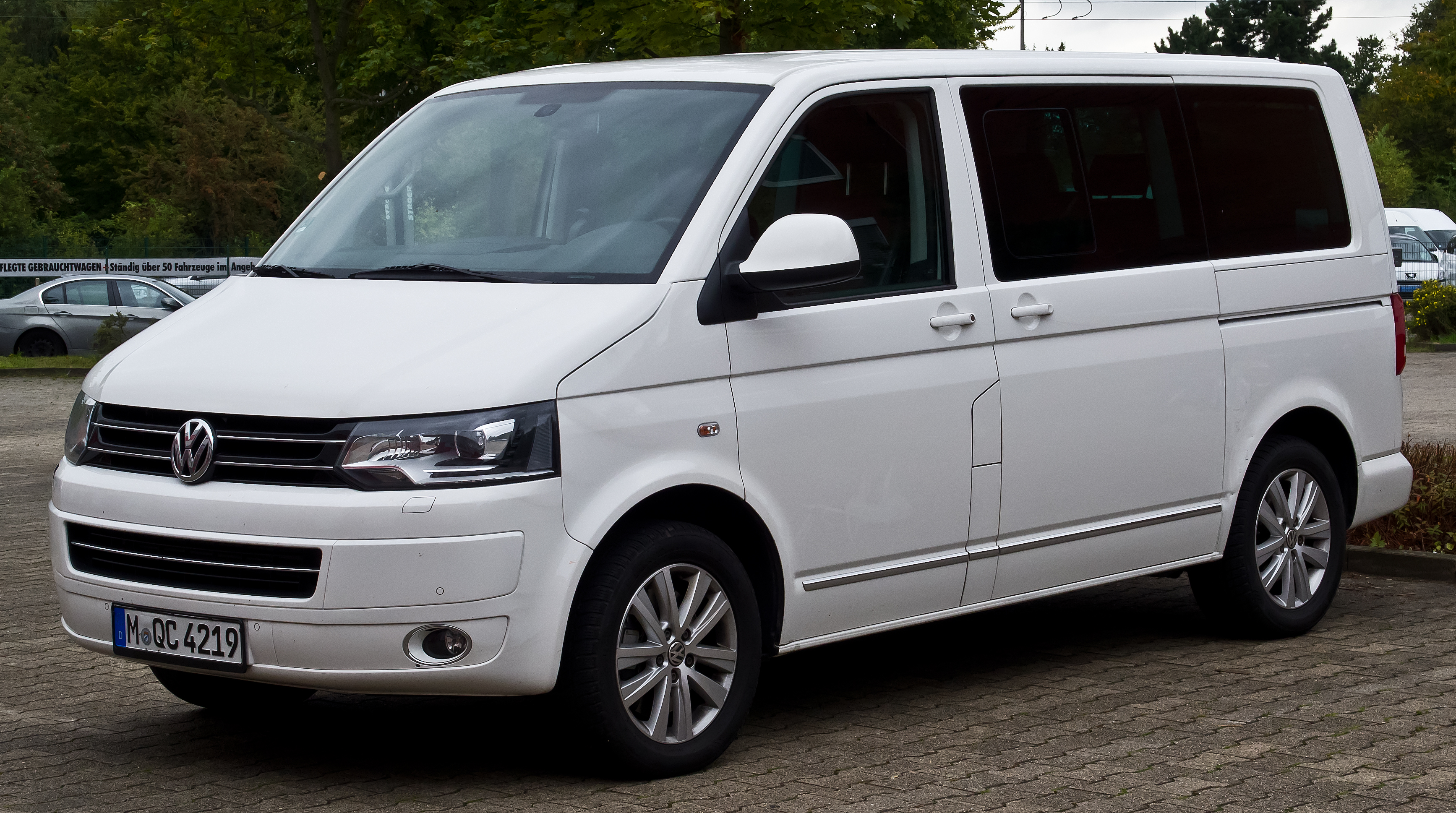
Volkswagen Multivan